# Spring Symphony
La Spring Symphony, (en anglès, Simfonia de Primavera) op. 44, és una simfonia coral de Benjamin Britten. Està dedicada a Serge Koussevitzky i l'Orquestra Simfònica de Boston. Es va estrenar al Concertgebouw, Amsterdam, el 14 de juliol de 1949 al Festival d'Holanda, quan el compositor tenia 35 anys. Els solistes de l'estrena foren el tenor Peter Pears, la soprano Jo Vincent i la mezzosoprano Kathleen Ferrier. El director fou Eduard Alexandre van Beinum. Un enregistrament de l'actuació sobreviu i va ser publicat per Decca l'agost de 1994.
L'octubre de 1950, Spring Symphony va ser interpretada al Leeds Triennial Festival Musical amb un cor de 100 nens.
La Simfonia de Primavera és una simfonia coral, escrita per a soprano, mezzosoprano i tenor, cor mixt, el cor de nens i orquestra. Britten va posar música a les paraules de diversos poetes, principalment del segle xvi i XVII com Edmund Spenser, John Clare i George Peele. Una excepció notable és Out on the lawn I lie in bed del seu amic W. H. Auden.
En les paraules del mateix compositor, l'obra representa el progrés de l'hivern a la primavera i el fet de tornar a despertar de la terra i la vida que això significa.

## Estructura
La Spring Symphony es compon de quatre parts, les quals corresponen als moviments d'una simfonia convencional: Allegro amb introducció lenta, moviment lent, scherzo, i Finale. La primera part comença amb la fosca i misteriosa Shine Out, un poema al sol. Segueixen altres cançons, incloent-hi The Driving Boy, la qual és una peça que presenta el cor dels nois, als temps que xiulen, i amb una pandereta. La segona part té diversos solos i referències i cors tranquils al mes de maig. La tercera part ens porten a maig i després a l'estiu. El Finale, London, to Thee I do Present, arriba a un clímax quan el cor sencer s'uneix a un vals sense paraules, representant el maig que es revela enfortit per vins i licors (confirmats per algunes modificacions inesperades). El clímax del moviment arriba en el moment en què les veus dels nens, acompanyades al unison per trompes, tornen a entrar a l'escena i canten una ronda del segle xiii Summer is icumen in. La tonada senzilla, cantada en temps de 2/4 a sobre d'un vals 3/4 de la resta del conjunt, que finalment aconsegueix dominance. Finalment les celebracions s'enfonsen, i el Maylord llavors ofereix una benedicció final amb la proclamació: And so, my friends, I cease.
L'orquestra gran inclou triple instruments de vent de fusta, dues arpes, i una secció de percussió gran.

## Cançons
Les cançons (i autors) en la Spring Symphony són les següents:

### Part 1
- 1. Introduction: Shine Out (An`nim) (cort mixte)
- 2. The Merry Cuckoo (Edmund Spenser) (tenor)
- 3. Spring, the Sweet Spring (Thomas Nashe) (soprano, mezzo i tenor, cort mixte)
- 4. The Driving Boy (George Peele, John Clare) (soprano solo i cor de nens)
- 5. The Morning Star (John Milton) (cort mixte)

### Part 2
- 6. Welcome, Maids of Honour (Robert Herrick) (mezzo)
- 7. Waters Above! (Henry Vaughan) (tenor)
- 8. Out on the lawn I Lie in bed (W. H. Auden) (mezzo i cort mixte)

### Part 3
- 9. When will my May Come? (Richard Barnfield) (tenor)
- 10. Fair and Fair (George Peele) (soprano i tenor)
- 11. Sound the Flute! (William Blake) (Cor femení, cor masculí i cor de nens)

### Part 4
- 12. Finale: London, to Thee I do Present (Anon, tancant amb paraules de The Knight of the Burning Pestle de Francis Beaumont) (soprano, mezzo i tenor, cort mixt i cor de nens)